# ایستگاه های پارک
ایستگاه‌های پارک (انگلیسی: High Park station) یک ایستگاه مترو در خط ۲ بلور–دانفورث در تورنتو، انتاریو، کانادا است.